# Microstylum dimorphum
Microstylum dimorphum là một loài ruồi trong họ Asilidae. Microstylum dimorphum được Matsumura miêu tả năm 1916. Loài này phân bố ở vùng Cổ Bắc giới và châu Á.